# Corona Data Systems
Corona Data System, más tarde rebautizada como Cordata, fue una empresa estadounidense dedicada a los ordenadores personales. Fue uno de los primeros en lanzar sistemas compatibles con el IBM PC. La producción se realizaba principalmente en Corea del Sur por Daewoo, que posteriormente se convertiría en un inversor importante de la compañía y finalmente la adquirió completamente.

## Historia
Fundada en 1982 por Robert Harp, que previamente había ayudado a crear la empresa Vector Graphic.
El Corona PC original fue lazado en 1983.
En 1984 Corona empleaba a 280 personas.

### Pleito de IBM
Corona reclamó que "Nuestros sistemas ejecutan el software conforme al IBM PC estándar. Y la mayoría del software mas popular." A comienzos de 1984, IBM demandó a Corona y a Eagle Computer por vulneración de copyright de la BIOS del IBM PC. Corona llegó a un acuerdo con IBM para cancelar el pelito.

### Corona PPC-400

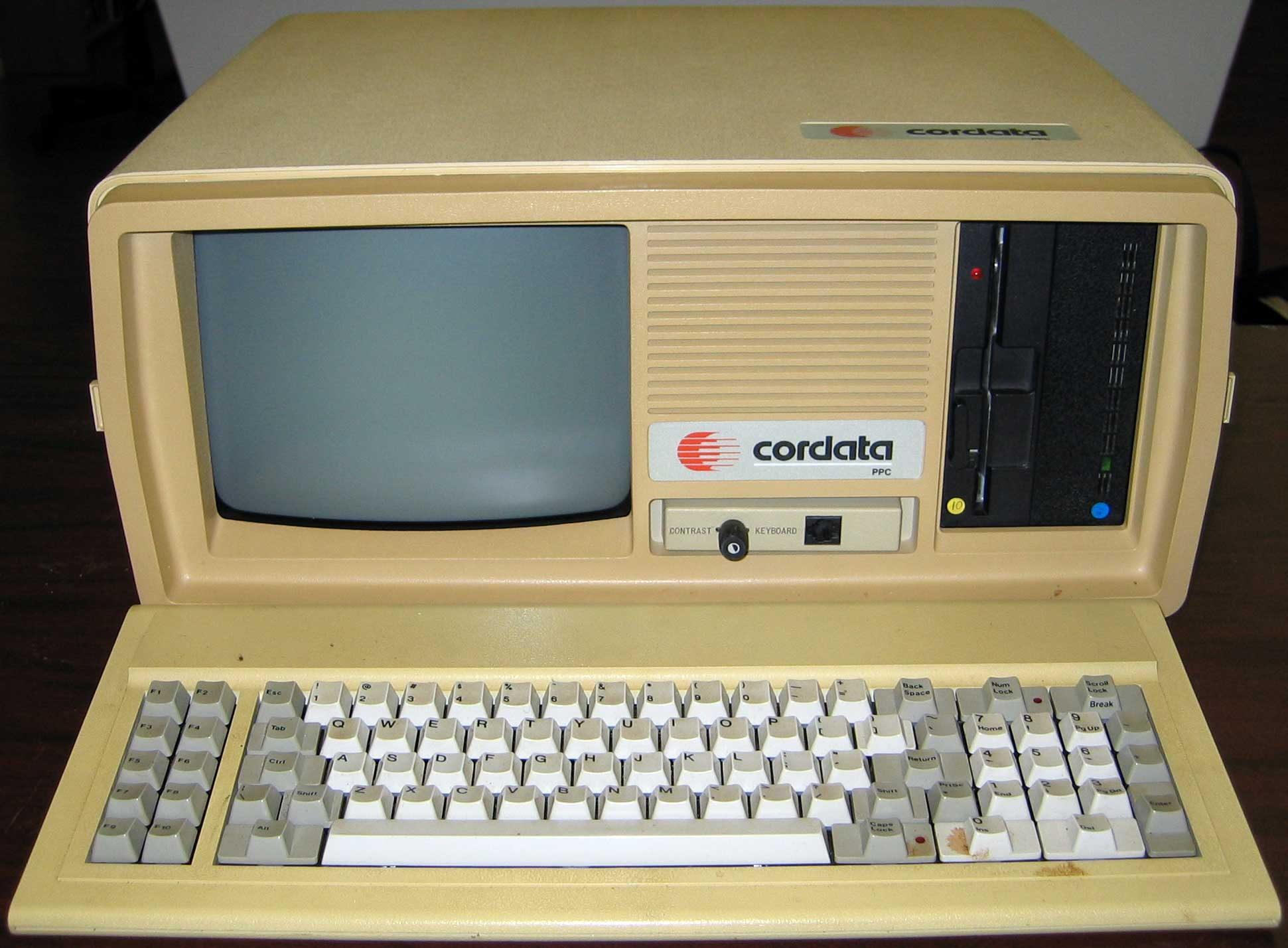
Cordata PC Portable PPC-400, cortesía del Museo del Ordenador Personal

El Corona PC Portable Modelo PPC-400, fue sin duda el más notable ordenador de Corona, que fue lanzado en 1984. El PPC-400 destacó por sus elegantes y claras fuentes de pantalla. La versión de sobremesa era el modelo PC -400.

### Cordata
Después de que Daewoo adquiriera el 70% de la participación en la compañía, cambió el nombre de Corona Data Systems a Cordata en 1986 para reflejar la diversificación y separarse de su identificación como solo un "fabricante de clones del PC". Harp dimitió en 1987, acusando a Daewoo de transformar la compañía a una empresa de papel solo para enjugar pérdidas y llevarla al siniestro total. Según Harp, Cordata tuvo pérdidas de 20 millones de dólares el año anterior, a pesar de los 40 millones de inversión hecha por Daewoo desde 1985.

## Competidores
Primeras empresas en lanzar compatibles con el IBM PC:
- Compaq
- Columbia Data Products
- Eagle Computer
- IBM
- Seequa